# Короніта (Каліфорнія)
Короніта (англ. Coronita) — переписна місцевість (CDP) в США, в окрузі Ріверсайд штату Каліфорнія. Населення — 2639 осіб (2020).

## Географія
Короніта розташована за координатами 33°52′33″ пн. ш. 117°36′41″ зх. д. / 33.87583° пн. ш. 117.61139° зх. д. (33.875836, -117.611361).  За даними Бюро перепису населення США в 2010 році переписна місцевість мала площу 1,80 км², уся площа — суходіл. В 2017 році площа становила 1,55 км², уся площа — суходіл.

## Демографія
Згідно з переписом 2010 року, у переписній місцевості мешкало 2608 осіб у 705 домогосподарствах у складі 578 родин. Густота населення становила 1449 осіб/км².  Було 736 помешкань (409/км²).
Расовий склад населення:
| - 63,2 % — білих - 4,1 % — азіатів - 1,5 % — чорних або афроамериканців - 1,2 % — корінних американців - 0,5 % — вихідців з тихоокеанських островів - 26,4 % — осіб інших рас |

До двох чи більше рас належало 3,1 %. Частка іспаномовних становила 51,7 % від усіх жителів.
За віковим діапазоном населення розподілялося таким чином: 28,3 % — особи молодші 18 років, 60,7 % — особи у віці 18—64 років, 11,0 % — особи у віці 65 років та старші. Медіана віку мешканця становила 33,8 року. На 100 осіб жіночої статі у переписній місцевості припадало 101,4 чоловіків;  на 100 жінок у віці від 18 років та старших — 104,6 чоловіків також старших 18 років.
Середній дохід на одне домашнє господарство  становив 88 200 доларів США (медіана — 75 842), а середній дохід на одну сім'ю — 92 012 долари (медіана — 76 735). Медіана доходів становила 60 100 доларів для чоловіків та 43 846 доларів для жінок. За межею бідності перебувало 9,1 % осіб, у тому числі 11,5 % дітей у віці до 18 років та 9,9 % осіб у віці 65 років та старших.
Цивільне працевлаштоване населення становило 1291 осіб. Основні галузі зайнятості: роздрібна торгівля — 18,2 %, освіта, охорона здоров'я та соціальна допомога — 15,6 %, будівництво — 13,6 %.